# Liangcun (köpinghuvudort i Kina, Jiangxi Sheng, lat 26,56, long 115,58)
Liangcun är en köpinghuvudort i Kina. Den ligger i provinsen Jiangxi, i den sydöstra delen av landet, omkring 240 kilometer söder om provinshuvudstaden Nanchang. Antalet invånare är 17 756. Befolkningen består av 8 793 kvinnor och 8 963 män. Barn under 15 år utgör 32 %, vuxna 15-64 år 55 %, och äldre över 65 år 11,0 %.
Runt Liangcun är det ganska tätbefolkat, med 192 invånare per kvadratkilometer. Närmaste större samhälle är Gulonggang, 17,2 km sydost om Liangcun. I omgivningarna runt Liangcun växer i huvudsak blandskog.
Genomsnittlig årsnederbörd är 2 107 millimeter. Den regnigaste månaden är juni, med i genomsnitt 314 mm nederbörd, och den torraste är oktober, med 22 mm nederbörd.